# Jorge Ureña
Jorge Ureña Andreu, né le 8 octobre 1993 à Onil, est un athlète espagnol, spécialiste des épreuves combinées.

## Carrière
il porte son record sur décathlon à 7 983 points pour remporter la médaille d'argent des Championnats d'Europe espoirs 2015 à Tallinn.
Il termine 12e en 7985 points lors du meeting de Götzis de 2016.
Le 29 janvier 2017, à Prague, Ureña bat le record d'Espagne de l'heptathlon avec 6 249 points, meilleure performance mondiale de l'année. Il se place comme favori pour les Championnats d'Europe en salle de Belgrade.
Le 2 juillet 2017, il remporte le décathlon de la Première Ligue des Championnats d'Europe par équipes à Monzón, avec 8 121 points, record personnel, devant le Suédois Marcus Nilsson.

## Palmarès
| Année | Compétition                                | Lieu      | Résultat | Épreuve    | Points    |
| ----- | ------------------------------------------ | --------- | -------- | ---------- | --------- |
| 2012  | Championnats du monde juniors              | Barcelone | 20e      | Décathlon  | 6 937 pts |
| 2014  | Championnats ibéro-américains              | São Paulo | 2e       | Décathlon  | 7 644 pts |
| 2015  | Championnats d'Europe en salle             | Prague    | 7e       | Heptathlon | 5 951 pts |
| 2015  | Championnats d'Europe espoirs              | Tallinn   | 2e       | Décathlon  | 7 983 pts |
| 2015  | Championnats du monde                      | Pékin     | 21e      | Décathlon  | 6 858 pts |
| 2016  | Championnats du monde en salle             | Portland  | —        | Heptathlon | DNF       |
| 2016  | Championnats d'Europe                      | Amsterdam | —        | Décathlon  | DNF       |
| 2017  | Championnats d'Europe en salle             | Belgrade  | 2e       | Heptathlon | 6 227 pts |
| 2017  | Coupe d'Europe d'épreuves combinées        | Monzón    | 1er      | Décathlon  | 8 121 pts |
| 2017  | Championnats du monde                      | Londres   | 9e       | Décathlon  | 8 125 pts |
| 2018  | Championnats d'Europe                      | Berlin    | 16e      | Décathlon  | 7 208 pts |
| 2019  | Championnats d'Europe en salle             | Glasgow   | 1er      | Heptathlon | 6 218 pts |
| 2019  | Hypo-Meeting                               | Götzis    | 10e      | Décathlon  | 8 123 pts |
| 2019  | Championnats d'Europe d'épreuves combinées | Lutsk     | 3e       | Décathlon  | 8 073 pts |
| 2021  | Championnats d'Europe en salle             | Toruń     | 2e       | Heptathlon | 6 158     |
| 2021  | Jeux olympiques                            | Tokyo     | 9e       | Décathlon  | 8 322 pts |
| 2022  | Championnats du monde en salle             | Belgrade  | 7e       | Heptathlon | 6 049 pts |
| 2023  | Championnats d'Europe en salle             | Istanbul  | 5e       | Heptathlon | 5 966 pts |
| 2024  | Jeux olympiques                            | Paris     | 20e      | Décathlon  | 7 096 pts |

## Records
| Épreuve           | Performance   | Lieu             | Date                          |
| ----------------- | ------------- | ---------------- | ----------------------------- |
| 100 m             | 10 s 76       | Götzis           | 25 mai 2019                   |
| Saut en longueur  | 7,54 m        | Amsterdam        | 6 juillet 2016                |
| Lancer du poids   | 14,36 m       | Monzón           | 1er juillet 2017              |
| Saut en hauteur   | 2,08 m        | Londres          | 11 août 2017                  |
| 400 m             | 48 s 36       | Götzis           | 25 mai 2019                   |
| 110 m haies       | 13 s 88       | Lutsk Paris      | 6 juillet 2019 24 août 2019   |
| Lancer du disque  | 39,60 m       | Lutsk            | 6 juillet 2019                |
| Saut à la perche  | 5,00 m        | Amsterdam Monzón | 7 juillet 2016 2 juillet 2017 |
| Lancer du javelot | 64,02 m       | Arona            | 7 juin 2015                   |
| 1 500 m           | 4 min 24 s 12 | Monzón           | 2 juillet 2017                |
| Décathlon         | 8 381 pts     | Ratingen         | 18 juin 2023                  |

| Épreuve          | Performance   | Lieu             | Date                            |
| ---------------- | ------------- | ---------------- | ------------------------------- |
| 60 mètres        | 6 s 91        | Prague           | 28 janvier 2017                 |
| Saut en longueur | 7,73 m        | Antequera        | 16 février 2019                 |
| Lancer du poids  | 14,68 m       | Glasgow          | 2 mars 2019                     |
| Saut en hauteur  | 2,10 m        | Belgrade Toruń   | 4 mars 2017 6 mars 2021         |
| 60 mètres haies  | 7 s 78        | Belgrade Glasgow | 5 mars 2017 3 mars 2019         |
| Saut à la perche | 5,02 m        | Reims            | 31 janvier 2016                 |
| 1 000 mètres     | 2 min 40 s 06 | Antequera Prague | 22 février 2015 29 janvier 2017 |
| Heptathlon       | 6 249 pts     | Prague           | 29 janvier 2017                 |